# Stammmutter

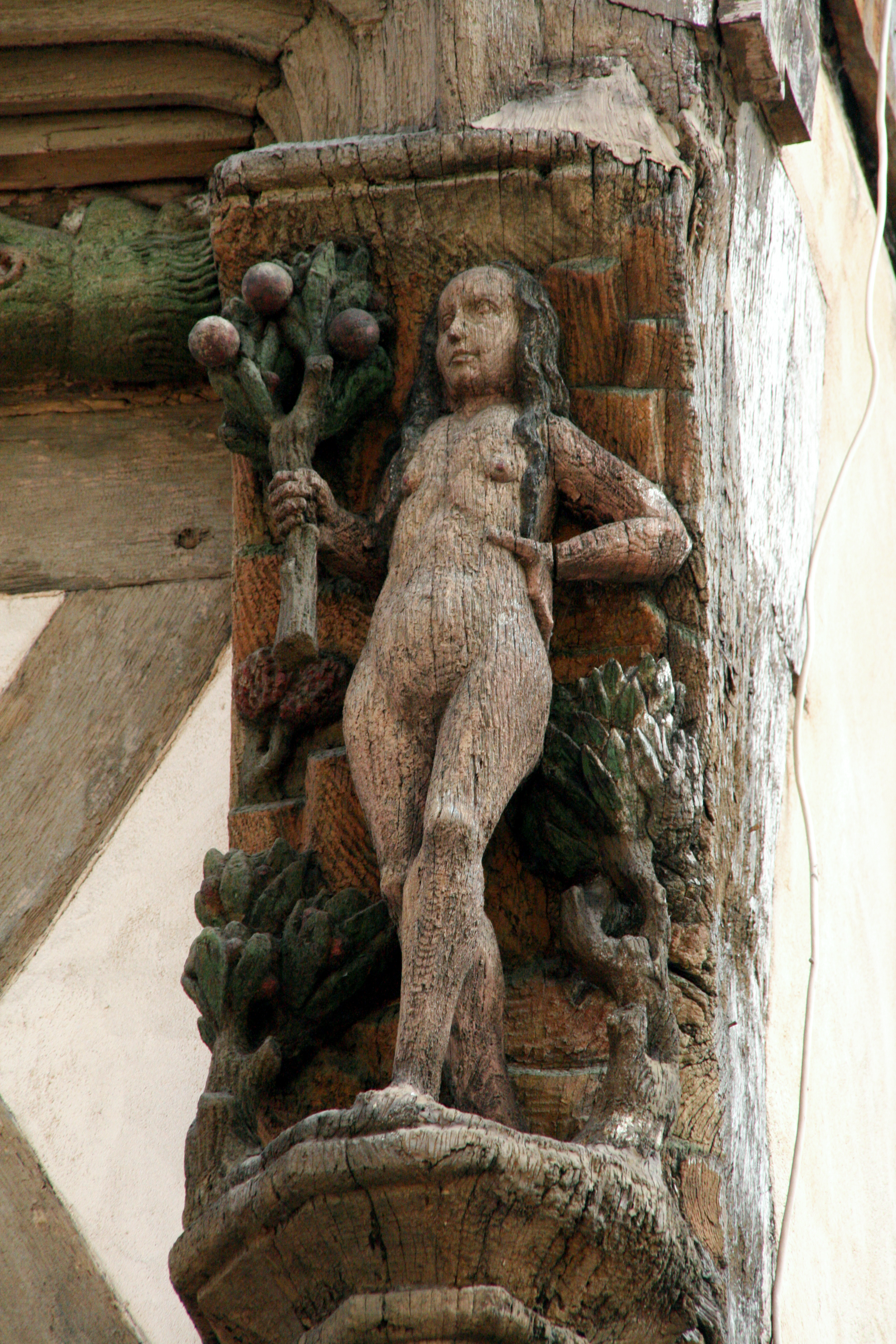
Relief der mythologischen Stammmutter Eva am Maison d’Adam (Haus Adams), datiert 1491, Angers, Frankreich (Foto: 2008)

Stammmutter oder Ahnherrin (veraltet: Ahnfrau, Ahnmutter) bezeichnet die menschliche oder sagenhafte Begründerin einer Familie, Abstammungsgruppe, Sippe oder eines Geschlechts, Clans, Stamms oder Volks.
Die Genealogie (Familiengeschichtsforschung) versteht als Stammmutter die frühest belegte Vorfahrin (Ahnin), von der eine familiäre Gruppe von Nachkommen blutsverwandt abstammt; sie steht an der Wurzel eines Stammbaums oder zuoberst einer Stammliste. Während nach der Väterlinie geordnete Familien ihre gemeinsame Abstammung von einem Stammvater herleiten, beziehen sich Familien und Verbände mit Mütterlinien (matrilinear über Mütter an Töchter) auf eine gemeinsame Stammmutter. Weltweit finden sich weibliche Abstammungsregeln bei etwa 200 von weltweit 1.300 erfassten Ethnien und indigenen Völker (vergleiche Clanmutter und Matri-Lineages).
In mythischen und religiösen Erzählungen dient die Vorstellung der gemeinsamen Ahnmutter einer sozialen Gruppe zur Stärkung ihres Wir-Gefühls und zur Abgrenzung gegenüber anderen Gruppen und Kulturen (vergleiche dazu Herkunftssagen und Gründungsmythen). Die Urmutter oder Große Mutter gilt in der analytischen Psychologie von Carl Gustav Jung als ein Urbild menschlicher Vorstellungsmuster (Archetyp), das sich im kollektiven Unbewussten findet (vergleiche dazu Muttergöttin und Magna Mater).

## Stammmütter von Dynastien
Wurden früher vor allem die männlichen, agnatischen Stammlinien erforscht, interessiert sich die neuere Genealogie auch für die biologischen Stammmütter von Familien und von Adelshäusern.
Innerhalb adliger Stammlinien erhält eine Frau die Bezeichnung Stammmutter oder Ahnherrin (als Ehrentitel) in der Regel nur für den Fall, dass sie als offizielle Ehefrau dem Stammvater einer neuen Haupt- oder Nebenlinie einen Stammhalter schenkt, über den dann der Mannesstamm fortgeführt wird. Die Mutter oder Großmutter einer solchen Ahnherrin wird dabei nicht berücksichtigt, die Stammmutterschaft bestimmt sich im Weiteren nur über den Ehemann. Dagegen gilt Sophie von Brabant (geborene von Thüringen, 1224–1275) als Stammmutter des Hauses Hessen, denn sie begründete die Landgrafschaft Hessen, indem sie ihren erst dreijährigen Sohn Heinrich 1247 zum Landgrafen ausrufen ließ und die hessischen Besitzungen der Landgrafen von Thüringen für Heinrich im thüringisch-hessischen Erbfolgekrieg (1247–1264) sicherte. Oft wird aber auch die Heilige Elisabeth, Sophies Mutter und Schutzpatronin von Thüringen und Hessen, als Stammmutter des Hauses Hessen angesehen.
Eine gesetzlich festgelegte Stammmutter ist Sophie von der Pfalz (1630–1714) als Ahnherrin des britischen Königshauses: Laut dem noch geltenden Act of Settlement von 1701 kommen auch in Zukunft ausschließlich ihre leiblichen (protestantischen) Nachkommen als Thronfolger infrage; seit 2013 sind dabei Töchter den Söhnen gleichgestellt (siehe Thronfolge im Vereinigten Königreich).
Andere berühmte Beispiele aus dem europäischen Kulturraum:
- Oda Billung († 913) gilt als Stammmutter der Liudolfinger
- Oda von Sachsen († 973) gilt als Stammmutter der Billunger und ist eine Ahnin fast aller europäischen Königs- und Fürstenhäuser
- Adelheid von Aquitanien (950–1004) gilt als Stammmutter der Kapetinger, des ältesten noch existierenden Herrschergeschlechts Europas
- Ita von Lothringen (995–1035) gilt als Stammmutter der Habsburger
- Hildegard von Egisheim (1024–1094) gilt als Stammmutter der Staufer
- Matilda von England und der Normandie (1102–1167), genannt Kaiserin Matilda, gilt als Stammmutter des Hauses Plantagenet und aller englischen und britischen Monarchen nach 1154
- Helena von Dänemark (1180–1233) gilt als Stammmutter aller späteren Welfen, bis 2014 war die Nachfahrin Caroline von Monaco als Erbprinzessin der Grimaldis bekannt
- Elisabeth von Bayern-Landshut (1383–1442) gilt als Stammmutter des Hauses Hohenzollern
- Catherine de France (1401–1437) gilt als Stammmutter des englischen Hauses Tudor
- Juliana zu Stolberg (1506–1580) gilt als Stammmutter des regierenden niederländischen Königshauses
- Karoline von Pfalz-Zweibrücken (1721–1774) gilt als Stammmutter des preußischen Königshauses und späteren deutschen Kaiserhauses

## Mythische Stammmütter

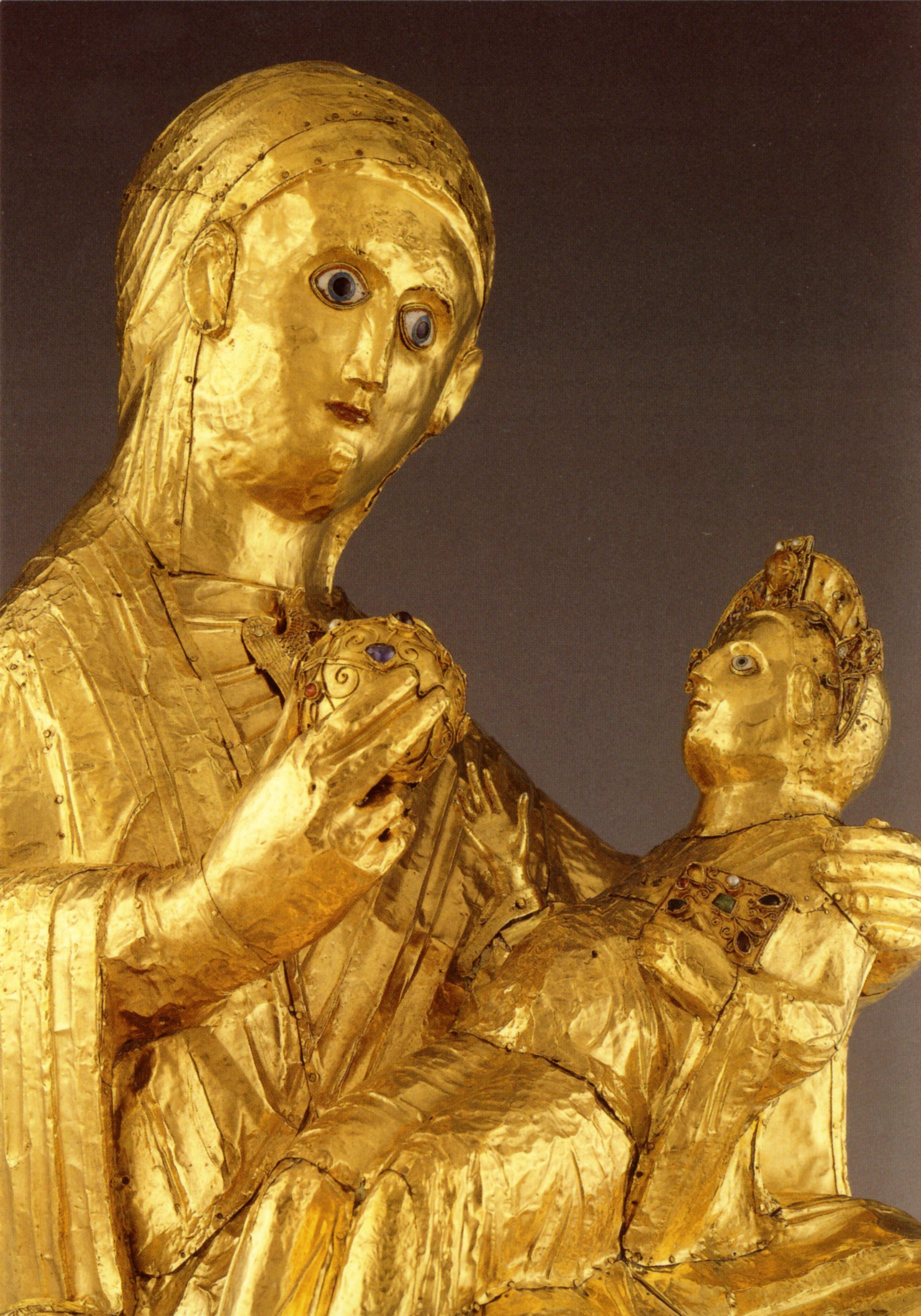
Goldene Madonna, interpretiert als „neue Eva“ (Detail der vergoldeten Statue von 980, Essener Domschatz, 2008)

Im biblischen Buch Genesis (1. Buch Mose) wird die Frau namens Eva (chawwāh „Mutter alles Lebendigen“) zusammen mit Adam als „Stammeltern“ der Menschheit bezeichnet, folglich ist sie die Stammmutter schlechthin. Ähnliche Erzählungen finden sich bei vielen Völkern, so gelten in der nordischen Mythologie Embla und Ask als Stammeltern aller Menschen, bei den Hellenen (Griechen) überleben nur Pyrrha und ihr Ehemann Deukalion eine Sintflut.
Die Frauengestalten Sara, Rebekka, Lea und Rachel gelten als „Erzmütter“ der Israeliten. Die Moabiterin Ruth, Ahnherrin des Königs David, wird im Matthäus-Evangelium als eine der vier Stammmütter des Jesus von Nazaret genannt.
Die ägyptische Sklavin Hagar gilt über ihren Sohn Ismail als Stammmutter der Araber. Fatima, die Tochter des Propheten Mohammed, von der alle seine Nachfahren abstammen, gilt als Stammmutter aller schiitischen Imame nach ihrem Ehemann Ali.
Lanassa – eine (Ur-)Enkelin des griechischen Sagenhelden Herakles – gilt in der antiken Überlieferung als die mythische Ahnmutter des molossischen Königshauses von Epirus auf der Balkanhalbinsel.
Weltweit finden sich zahlreiche Erdgöttinnen, von denen ethnische Völker oder Religionsgemeinschaften ihre Abstammung herleiten. Eine frühe Form bildet die göttliche Muttergöttin, von der alle Menschen abstammen sollen (siehe dazu auch Magna Mater, Chthonismus, Gaia-Hypothese).
Berühmte Beispiele für Göttinnen:
- die Liebesgöttin Venus galt den ansonsten kämpferischen Römern unter dem Beinamen Genetrix („Erzeugerin“) als Ahnherrin, der Politiker Julius Cäsar und seine Familie der Julier beanspruchten sie als direkte Stammmutter (von ihr ist das Venussymbol ♀ für die Weiblichkeit abgeleitet: vereinfacht ein Handspiegel)
- die Sonnengöttin Amaterasu gilt noch heute als Ahnmutter des Japanischen Kaiserhauses, der ältesten ununterbrochenen Erbmonarchie der Welt
- Ida, Schwiegertochter des hinduistischen Mondgottes, gilt als Stammmutter der gesamten Monddynastie Chandravamsha, von der sich heute noch indische Familiengruppen herleiten

## Genetische Stammmutter aller Menschen
Die bislang früheste „Stammmutter“ der Menschen wurde errechnet in der archäologischen Vererbungslehre (Archäogenetik): Die so genannte „Eva der Mitochondrien“ lebte in Afrika vor geschätzten 175.000 Jahren (± 50.000) und ist biologisch mit allen heute lebenden Menschen durch die ununterbrochene Abstammungslinie ihrer Nachkommen verwandt. Grundlage dieser Berechnung ist die Vererbung der Erbinformationen von Mitochondrien (winzige Energiekraftwerke in den Zellen), die nur von der Mutter an ihre Kinder erfolgt, also von Söhnen nicht weitervererbt wird. Dabei tritt in der Erbinformation alle rund 20.000 Jahre eine geringfügige Veränderung auf, eine Mutation.
Aus dem weltweit sich diesbezüglich sehr ähnelnden menschlichen Erbmaterial kann zurückgerechnet werden, wann die erste unterscheidende Mutation aufgetreten sein könnte. Von dieser Ur-Mutter stammen alle Mitochondrien der gegenwärtigen Menschen ab, die Erblinien aller anderen urzeitlichen Frauen wären demnach zwischenzeitlich ausgestorben.